# پیکیان
پیکیان (به لاتین: Pikine) یک منطقهٔ مسکونی در سنگال است که در پیکین واقع شده‌است. پیکیان ۸۷ کیلومتر مربع مساحت و ۱٬۱۷۰٬۷۹۱ نفر جمعیت دارد.